# Skała Jelinka

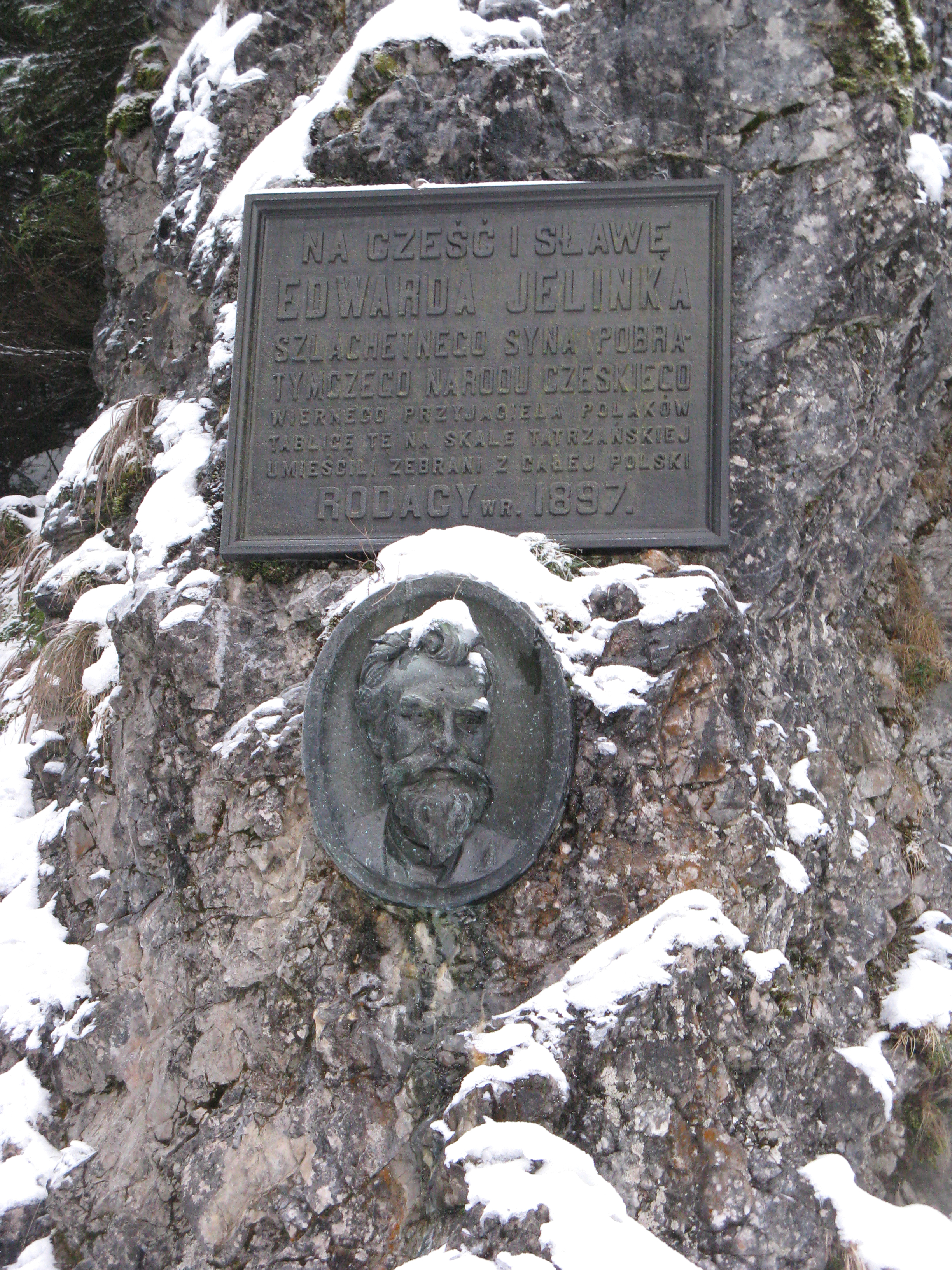
Tablica upamiętniająca Edwarda Jelinka na Skale Jelinka

Skała Jelinka – skała w zachodnich zboczach Doliny Strążyskiej w polskich Tatrach Zachodnich. Znajduje się w odległości 1 km od wylotu doliny, powyżej Kominów Strążyskich. Władysław Cywiński pisze o niej: „ochrzczona dopiero po umocowaniu na niej szpetnej tablicy”. Nazwano ją w czasach, gdy w Tatrach panowała moda na nadawanie nazw obiektów geograficznych od nazwisk zasłużonych dla Tatr ludzi.
Edward Jelinek (1855-1897) był czeskim publicystą, który przez ćwierć wieku działał intensywnie na rzecz braterstwa polsko-czeskiego. Często bywał w polskich Tatrach, znał osobiście większość polskiej elity kulturalnej związanej z Zakopanem końca XIX w., w tym m.in. malarza Walerego Eljasza-Radzikowskiego oraz jego syna Stanisława. Po śmierci Jelinka z inicjatywy Walerego Eljasza-Radzikowskiego jako wyraz wdzięczności dla wielkiego przyjaciela Polaków odlano z żeliwa i zamontowano na bezimiennej dotąd skale w Dolinie Strążyskiej tablicę o następującej treści:
Na cześć i sławę Edwarda Jelinka, szlachetnego syna pobratymczego narodu czeskiego, wiernego przyjaciela Polaków tablicę tę na skale tatrzańskiej umieścili zebrani z całej Polski rodacy w r. 1897.
Dwa lata później, 27 lipca 1899 r., odbyła się przy tej skale druga uroczystość ku czci Jelinka. Poniżej tablicy zamocowano brązowy medalion z jego podobizną – dzieło Tadeusza Breyera, studenta Szkoły Sztuk Pięknych w Krakowie, wykonane pod kierunkiem prof. Leona Wyczółkowskiego. Jak donosił pierwszy numer debiutującego na rynku Przeglądu Zakopiańskiego (nr 1 z dn. 3 sierpnia 1899) „Myśl uczczenia tym sposobem nieodżałowanego przyjaciela narodu naszego i naszej ziemi, powzięło grono osób z Sienkiewiczem na czele. W uroczystości, obok samego Sienkiewicza, uczestniczyła delegacja z Czech (m.in. pedagog i tłumacz dzieł literatury polskiej na język czeski František Vondráček (1865-1954)) oraz liczni polscy sympatycy, m.in. wspomniany Leon Wyczółkowski.
Brak jest informacji o tym, by kiedykolwiek nadawano oficjalnie turniczce nad Strążyskim Potokiem nazwę „Skała Jelinka”. Nazwa urobiła się w krótkim czasie samoistnie dzięki wspomnianym artefaktom, wyróżniającym skałę od innych tego typu tworów w licznie odwiedzanej dolinie.